# Cecilie Olrik
Cecilie Olrik (født 1. oktober 1963) er en dansk manuskriptforfatter. Hun var gennem en årrække kendt fra DR's B&U afdeling, hvor hun skrev, instruerede og tilrettelagde programmer og serier som Duksedrengen, Skæbner i Hvidt, Sportsgrenen, A story with a happy ending og Next stop Copenhagen.
Cecilie Olrik har i B&U primært arbejdet sammen med kollegaen Peter Gren Larsen. Hun har også til denne skrev hun kortfilmen Mor(d) i mødregruppen (1998).
Hun var tilknyttet Third Culture Copenhagen med Tor Nørretranders og producerede serien Sindet, skønheden og fremtiden til DR2.
Herefter var hun en årrække udviklingschef i Egmont Imagination og forestod bl.a. serier som MumbleBumle, Tracy McBean og H.C. Andersen the Fairytaler.
Hendes første roman, Min bedste veninde, udkom hos Aschehoug 2004 og den næste, Gravhøjens Hemmelighed på Gyldendal 2006, hvor også Bidt i Bulgarien udkom (2008)
I 2007 var hun manuskriptforfatter på TV-3 soapen 2900 Happiness, og i 2010 som medforfatter og ghostwriter for Jakob Olrik på bogen: "Mer' og bedre sex".
Cecilie Olrik udgav i 2011 Mit liv på scor.dk (Forlaget Radius), en selvoplevet og autentisk debatbog om sexdating på internettet.